# 花立 (丹沢)

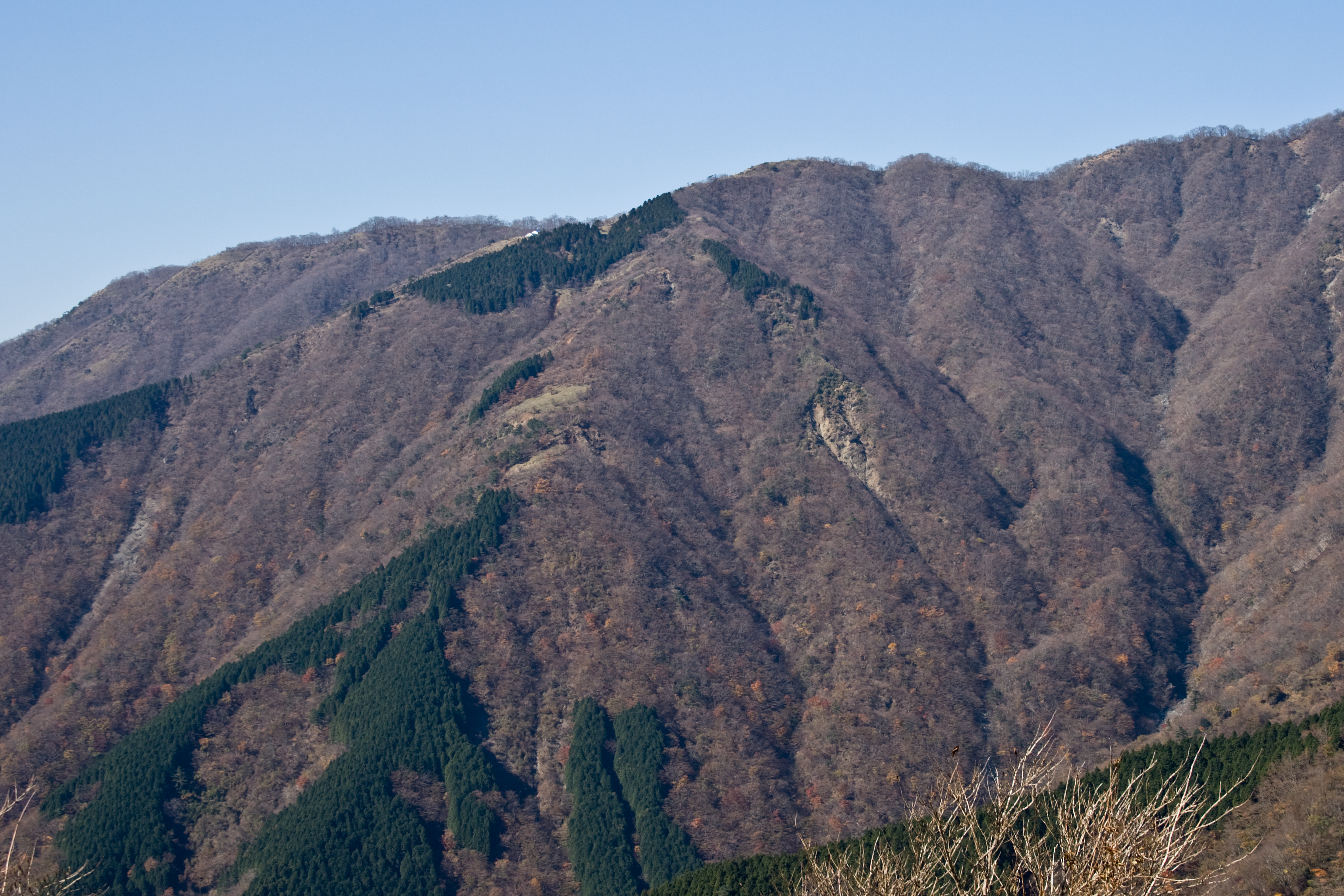
表尾根から見た花立

花立（はなだて、はなたて）は、大倉尾根に位置する標高1300メートル付近の地域。丹沢大山国定公園に指定されている。花立直下には花立山荘がある。

## 地理
この花立手前は、急な階段が続く大倉尾根最大の難所として知られている。登山者の歩行に伴う植生衰退などと、それに起因する裸地化や土壌流失が問題になった。
そのため1990年（平成2年）から丹沢大山自然公園管理事務所により、木製階段の設置など登山道の整備が図られるとともに、県民参加で登山道周辺の緑化事業が行われたが成果は上がらなかった。
1998年（平成10年）に丹沢大山保全計画に花立での植樹が盛り込まれ、再び県民参加事業として進められ、1,946本の植樹が行われた。

## 周辺の山
- 塔ノ岳（1,491m）
- 大丸（1,386m）
- 鍋割山（1,273m）

## 周辺の山小屋
- 花立山荘
- 尊仏山荘
- 堀山の家

## ギャラリー

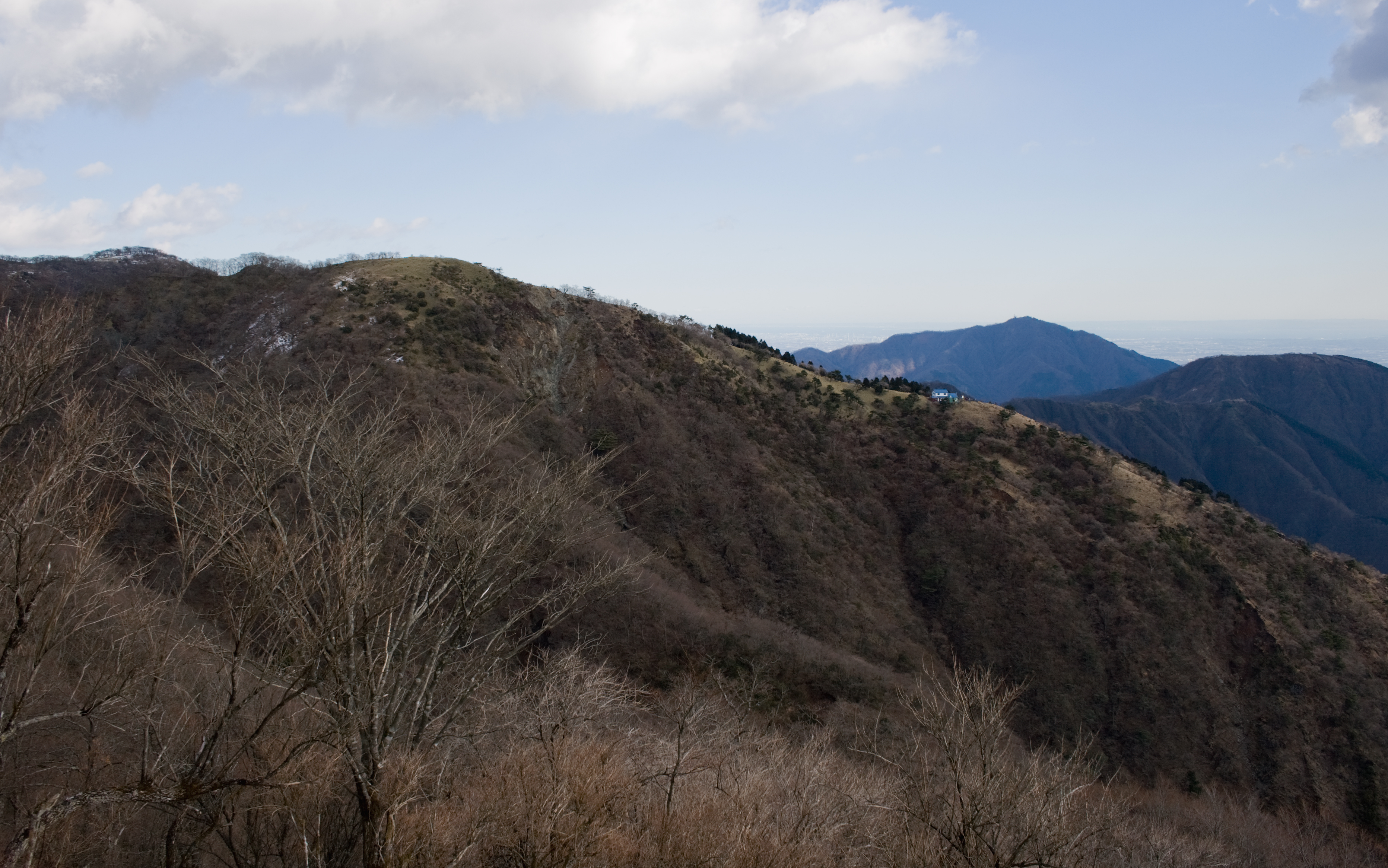
大丸付近から見た花立
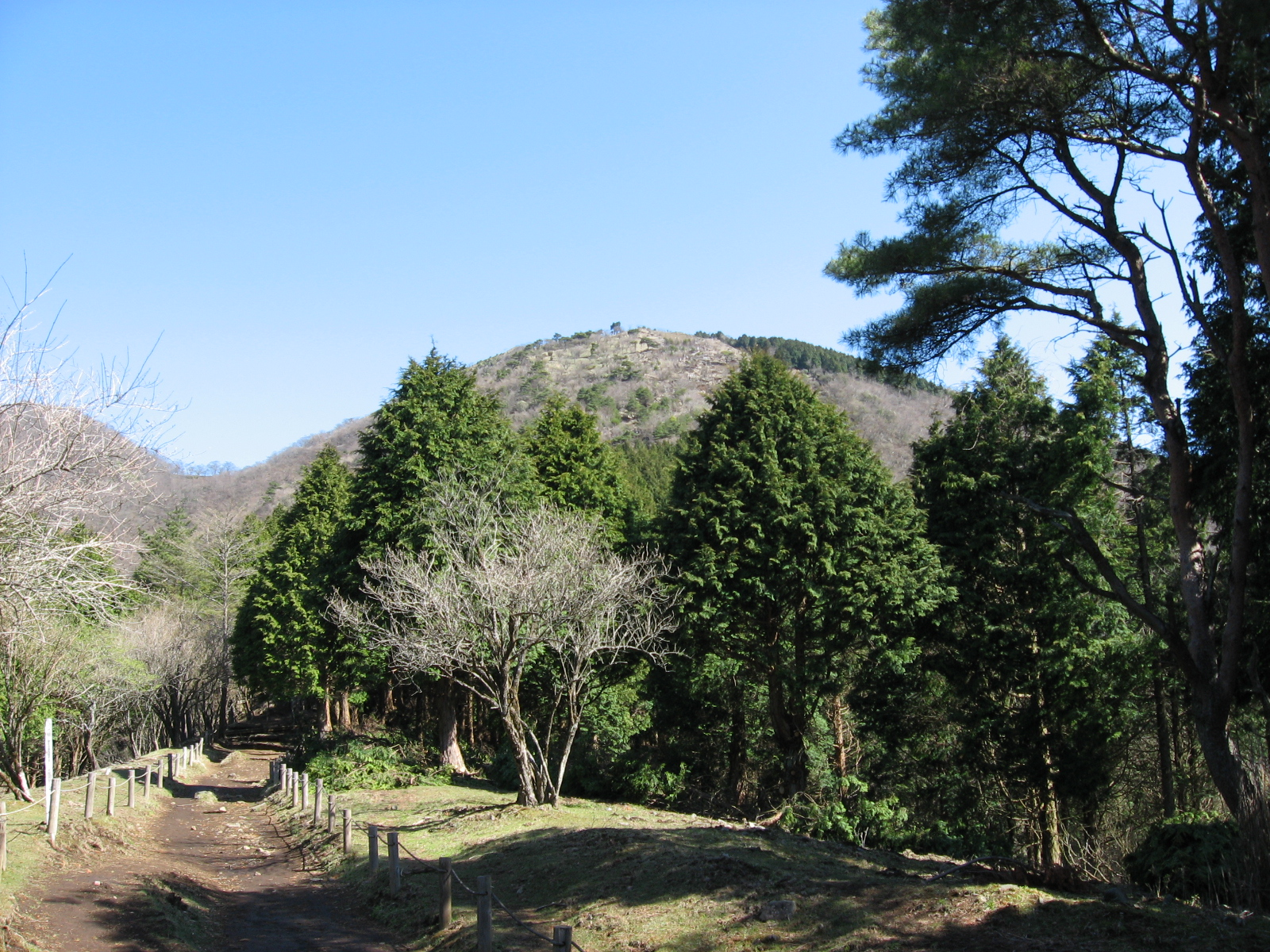
大倉尾根から仰ぐ花立
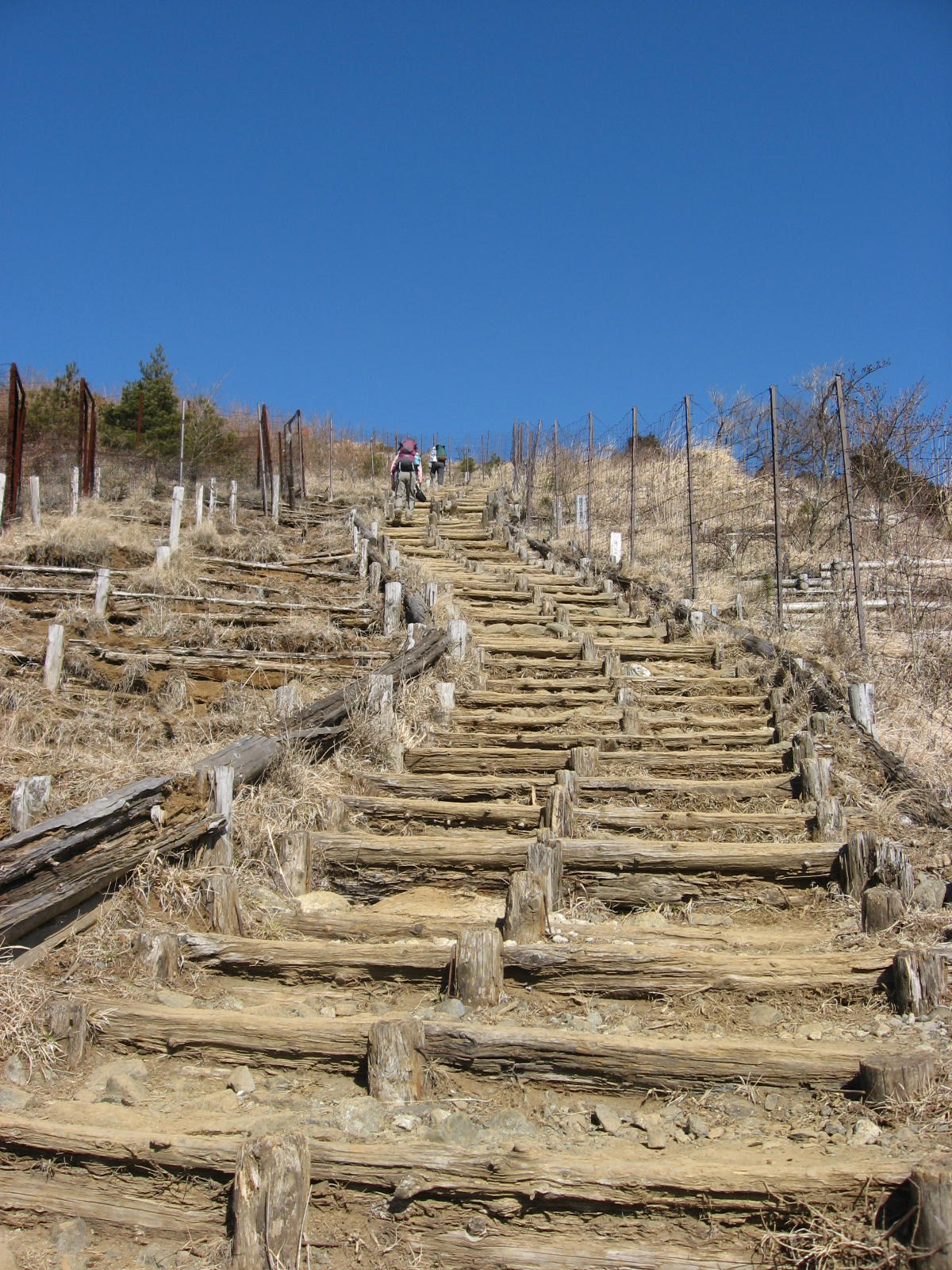
花立手前の急な階段
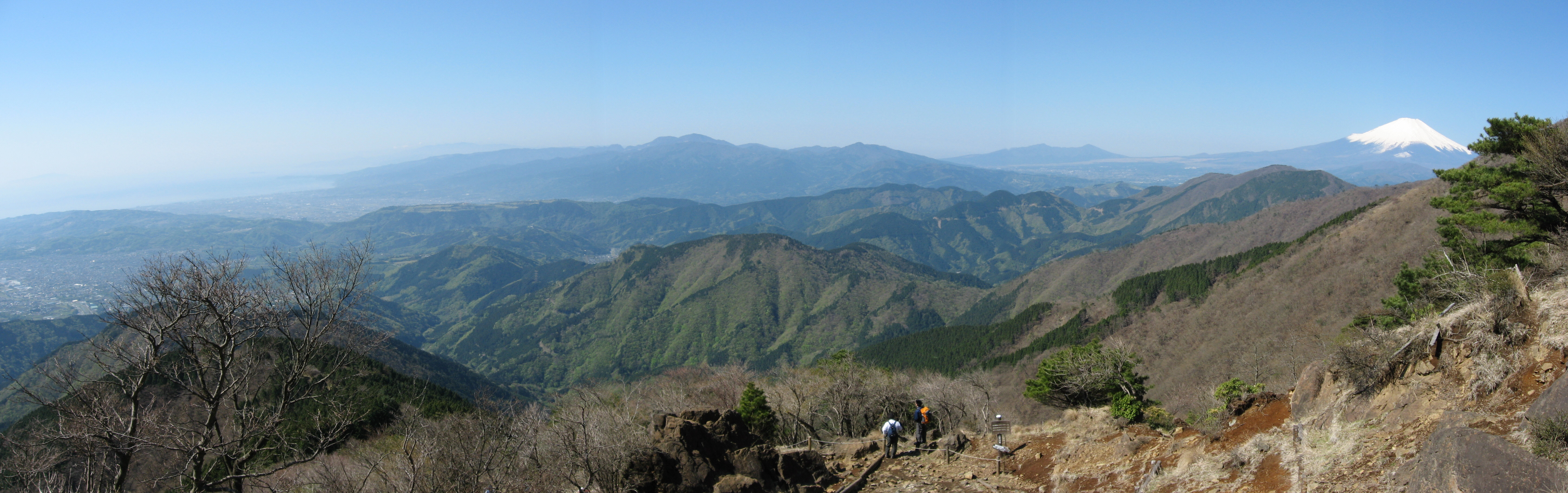
花立付近からの眺望